# Chaerilus telnovi
Espèce
Chaerilus telnovi est une espèce de scorpions de la famille des Chaerilidae.

## Distribution
Cette espèce est endémique de Halmahera aux Moluques en Indonésie.

## Description
La femelle holotype mesure 13,6 mm. Ce scorpion est anophtalme.

## Étymologie
Cette espèce est nommée en l'honneur de Dimitry Telnov.

## Publication originale
- Lourenço, 2009 : Eyeless forest litter scorpions; A new species from the island of Halmahera (Moluccas), Indonesia (Scorpiones, Chaerilidae). Boletin Sociedad Entomológica Aragonesa, no 44, p. 93-97 (texte intégral).